# 6713 Coggie
A 6713 Coggie (ideiglenes jelöléssel 1990 KM) a Naprendszer kisbolygóövében található aszteroida. Eleanor F. Helin fedezte fel 1990. május 21-én.